# Мехдіабад (Азербайджан)
```

```

Мехді́аба́д (азерб. Mehdiabad) — селище на сході Азербайджану, є північною околицею столиці держави Баку, підпорядковане Абшеронському району.

## Географія
Селище розташоване на Апшеронському півострові, на північ від озера Бьоюк-Шор та на схід від озера Мірзаладі.

## Історія
В 1999 році в селищі за підтримки Міністерства із справ релігії Туреччини була збудована турецька мечеть.

## Населення
На 2008 рік населення збільшилось до 7 тисяч осіб.

## Господарство
В селищі знаходиться виноробний завод, заснований в 1967 році, з 2003 року називається «Абшерон-Шараб». В поселенні діє 2 середні школи. Селище з'єднане автомобільними шляхами з містом Баку, селищем Дігях та селом Фатмаї.